# グラミー
グラミー、またはグーラミー（ジャワ語 graméh、マレー語 gurami、英語 gourami）は、魚類スズキ目キノボリウオ亜目の主にオスフロネムス科（一部例外あり）に分類される複数種の総称である。

## 特徴
グラミーと呼ばれる種は、数十種が知られる。アジア、インドからマレー半島、東南アジア島嶼部などに分布し、すべて淡水または汽水に生息する。
キノボリウオ亜目の魚の特徴として、鰓蓋内部の鰓のすぐ上に、よく発達した上鰓器官をもつ。これはその形状から迷宮器官、迷路器官と呼ばれ、英語名も labyrinth である。この上鰓器官では空気呼吸が可能で、これにより水中の溶存酸素量が少ない環境下でも生息できる。
卵を口の中で孵化させる種（マウスブルーダー）や、気泡を吐いて集め、泡でできた巣（泡巣、バブルネスト）をつくって産卵する種類などがいて、繁殖行動は興味深い。
腹ビレが変化して、体の下方向に糸状に細長く伸びており、腹部から1対の触角が出ているように見える。

## 亜科による違い
ゴクラクギョ亜科・トガリガシラ亜科（以前はゴクラクギョ科に含められていた）に属する魚は、グラミーと呼ばれる魚以外に、ベタ類、ゴクラクギョ（パラダイスフィッシュ）類などがある。グラミーはベタやゴクラクギョに比べて体高が高い傾向がある。
オスフロネムス亜科には、非常に大型になるジャイアントグラミーなどが含まれる。ゴクラクギョ亜科やトガリガシラ亜科の多くの種は10 cm 以下程度の小型種だが、オスフロネムス亜科には 80 cm 程度まで大きくなる種もいる。
オスフロネムス科ではないがヘロストマ科にはやや大型のグリーンキッシンググラミーがいる。

## 主な種

### トガリガシラ亜科Luciocephalinae

#### コリサ属Colisa

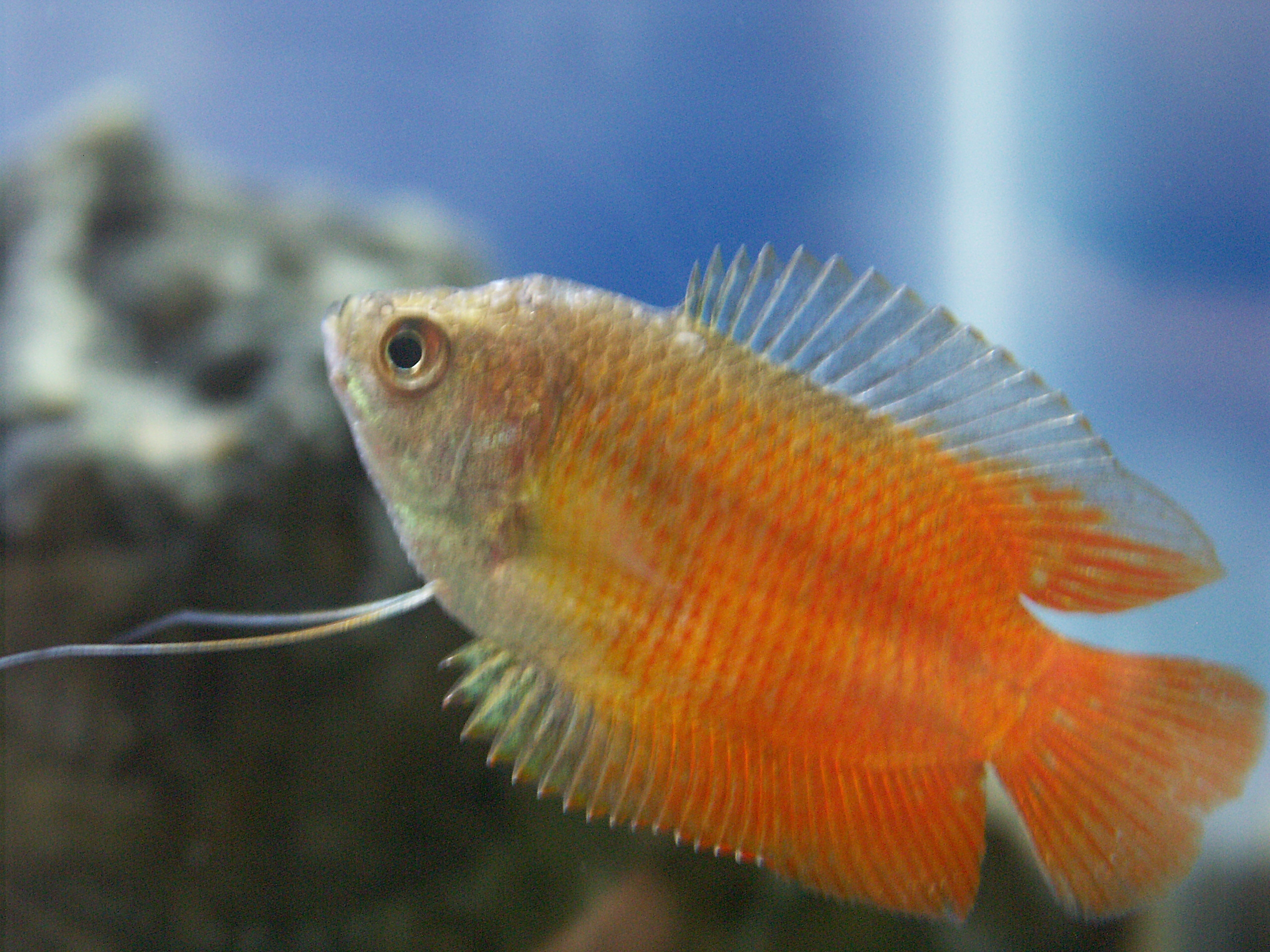
ドワーフグラミー
学名 Colisa lalia、英名 Dwarf gourami。全長 6 cm程度。パキスタン、インド、バングラデシュの淡水に分布し、水草の茂った緩い流れなどに生息する。オスが美しい。褐色の地色に、多数の青い横縞が入り、地色部分はさらに赤みがかる。頭部からえらぶたにかけては青い光沢が発色する。メスは地味な灰色で、青とオレンジ色の横縞は弱い。水面の浮草などに泡巣をつくり産卵する。
最もよく流通している種で、発色の傾向の異なる多くの変種、品種が流通している。 オレンジ色の発色が強くなる系統はオレンジドワーフ、レッドドワーフ、サンセットなどの名で呼ばれるものが、逆に全身が青くなる系統のものは、パウダーブルードワーフ、ネオンドワーフ、ブルー、コバルトブルーなどと呼ばれるものがある。
ハニーグラミー

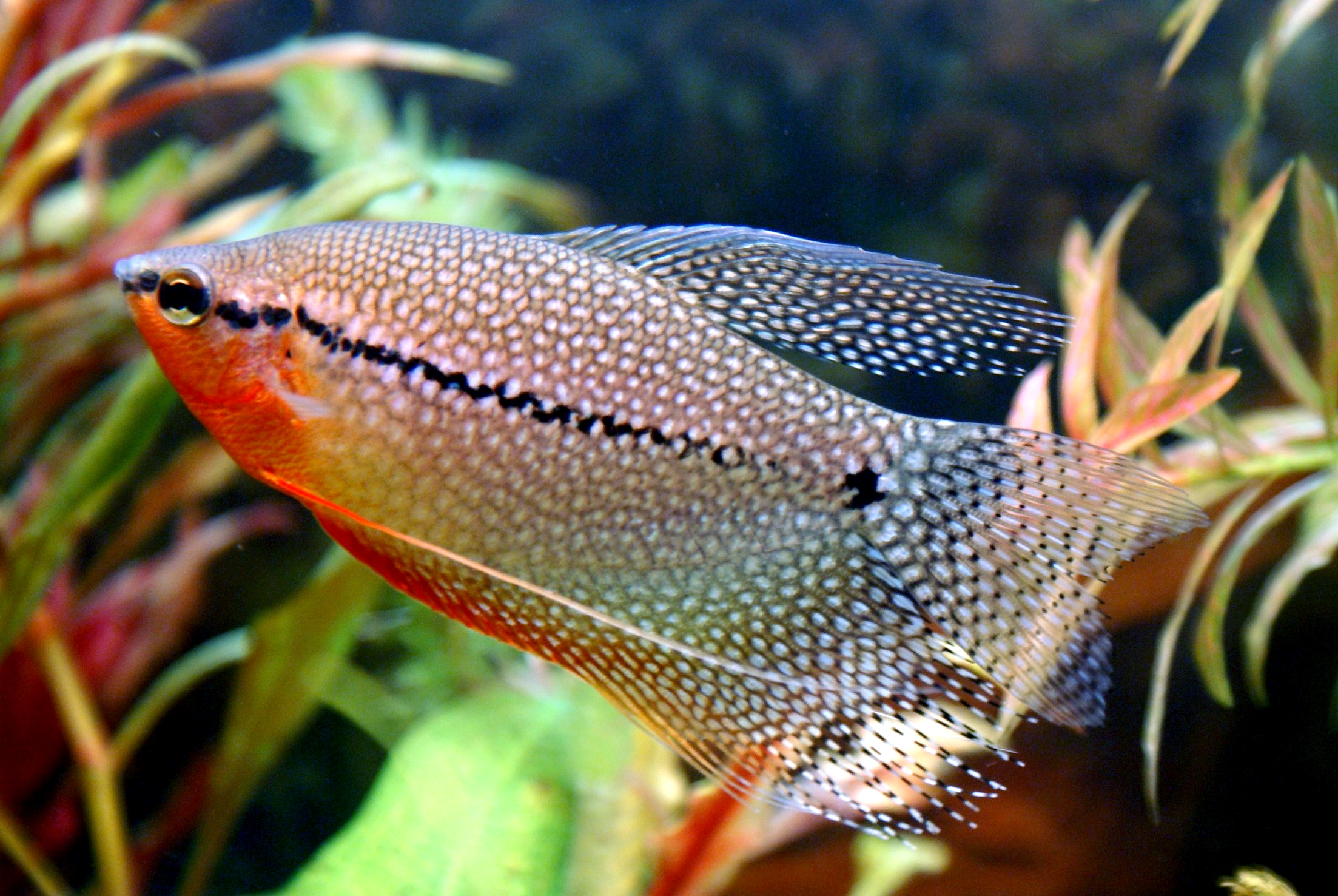
パールグラミー

学名 Colisa chuna = Colisa sota。全長5 cm。インド、バングラデシュに分布。普段は地味な灰褐色だが、繁殖期のオスは顔面から体の下面は黒、それ以外がオレンジ色に発色する。ハニードワーフグラミー  Colisa sota はもともとメスに誤って付けられた名前である。体色が明るい黄白色の品種 ゴールデンハニードワーフがある。トリコガステル属 (Trichogaster) とすることがある。
シクリップグラミー
学名 Colisa labiosus。レッドグラミーとも。7 cm。ミャンマー。トリコガステル属 (Trichogaster) とすることもある。

#### パラスファエリクチス属Parasphaerichthys
パラスファエリクティス・リネアートゥス
学名 Parasphaerichthys lineatus。ミャンマーに分布する2cmほどの小型種。泡で巣を作り産卵するバブルネストビルダー。
パラスファリエクティス・オケラートゥス
学名 Parasphaerichthys ocellatus。ミャンマーに生息。全長3cmほどで、金属光沢のある体の中央に眼状斑が入るのが特徴。

#### スファエリクチス属Sphaerichthys

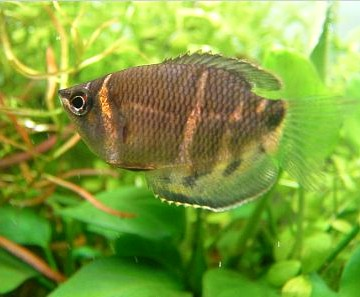
チョコレートグラミー
学名 Sphaerichthys osphronemoides、英名 Chocolate gourami。全長 6 cmほどになる。マレー半島、ボルネオ島、スマトラ島に分布。暗褐色の体色に白い横縞が数本入り、ひれが白く縁取られる。マウスブルーダー。飼育はグラミーとしては手のかかる部類で、状態の良い個体を入手することとピートモスなどによる水質の調整が重要。
亜種 スファエリクティス・セラタネンシス（チェリーレッドチョコレートグラミー）Sphaerichthys osphronemoides selatanensis は白い横線が多く、赤みが強い。
スファエリクティス・アクロストマ
学名 Sphaerichthys acrostoma、8-10 cm。ボルネオ島に分布。薄い茶色の体色で喉や目の後方に赤いラインが隈取のように入るのが特徴。マウスブルーダー。
スファエリクティス・バイランティ（ゼブラチョコレートグラミー）
学名 Sphaerichthys vaillanti、8 cm。暗褐色の体に白斑が縦に帯状に連なる。成熟したメスは体が緑色に発色し、赤い横線が走る。

#### トリコガステル属Trichogaster
パールグラミー
学名 Trichogaster leeri、英名 Pearl gourami。全長 12 cmになる。マレー半島、ボルネオ島、スマトラ島に分布。灰褐色の体に体の側面中央に黒い帯がある。体全体と各ヒレに光沢のある白色の小斑点が水玉模様のように並ぶ。オスは成熟すると地色がオレンジ色に発色し、尻びれが櫛の歯のように伸長する。
スリースポットグラミー（ブルーグラミー）
学名 Trichogaster trichopterus、英名 Blue gourami, Three spot gourami。10 cm程度。ベトナム、ラオス、タイ、カンボジアに分布。褐色の体に不規則な黒斑がある。黒斑の出かたなどの異なる品種、変種がブルー、マーブル、ゴールデン、プラチナなどの名前が与えられて流通している。
スネークスキングラミー
学名 Trichogaster pectoralis、英名 Snakeskin gourami。全長18cmになる本属としては大型の種。現地では重要な水産資源だが観賞魚としてはあまり流通しない。
シルバーグラミー
学名 Trichogaster microlepis、英名 Moonlight gourami。　全長13cm程度。　体が銀白色で体形が他の種と多少異なる。鱗が細かく体表が傷つきやすいが、飼育自体は難しくない。

### ゴクラクギョ亜科Macropodinae

#### パロスフロメヌス属Parosphromenus
10種ほどがある。どれも形態が似ており、これらの種を区別せずまとめてリコリスグラミーと呼ぶ場合も多い。学名の種小名を付けて、リコリスグラミー・ナギーのように呼んで区別することもある。
リコリスグラミー（パロスフロメヌス・デイスネリ）
学名 Parosphromenus deissneri 英名 Licorice gourami。バンカ島、スマトラ島、ボルネオ島、マレー半島に分布する。全長 4 cm。淡水魚で流れの穏やかな小川で水草の繁茂した場所などに生息する。細長い体をしており、体は黄褐色。オスは繁殖期になると、体の背側と中程にこげ茶色の2本の縦帯が現れ、体色は薄黄色になり縦帯がくっきりと浮き出す。ヒレは青味がかった黒に発色する。尾ビレは暗赤色に発色する。オスは水底の物陰などに気泡を集め、泡の巣をつくる。
パロスフロメヌス・フィラメントースス
学名 Parosphromenus filamentosus、英名 Spiketail gourami, Filamenttail gourami。ボルネオ島に分布する。デイスネリによく似ており、尾ビレの中央が細長く伸びる。
パロスフロメヌス・アンジュンガネンシス
学名 Parosphromenus anjunganensis、 Anjungan licorice gourami。ボルネオ島に分布。オスメスともこげ茶色の帯がある。オスの各ヒレは、暗赤色に発色し、青で縁取られる。
パロスフロメヌス・アラニー
学名 Parosphromenus allani、英名 Allans Licorice Gourami。ボルネオ島に分布。
パロスフロメヌス・ナギー
学名 Parosphromenus nagyi、英名 Nagys Licorice Gourami。マレー半島に分布。

#### トリコプシス属Trichopsis
3種が含まれる。

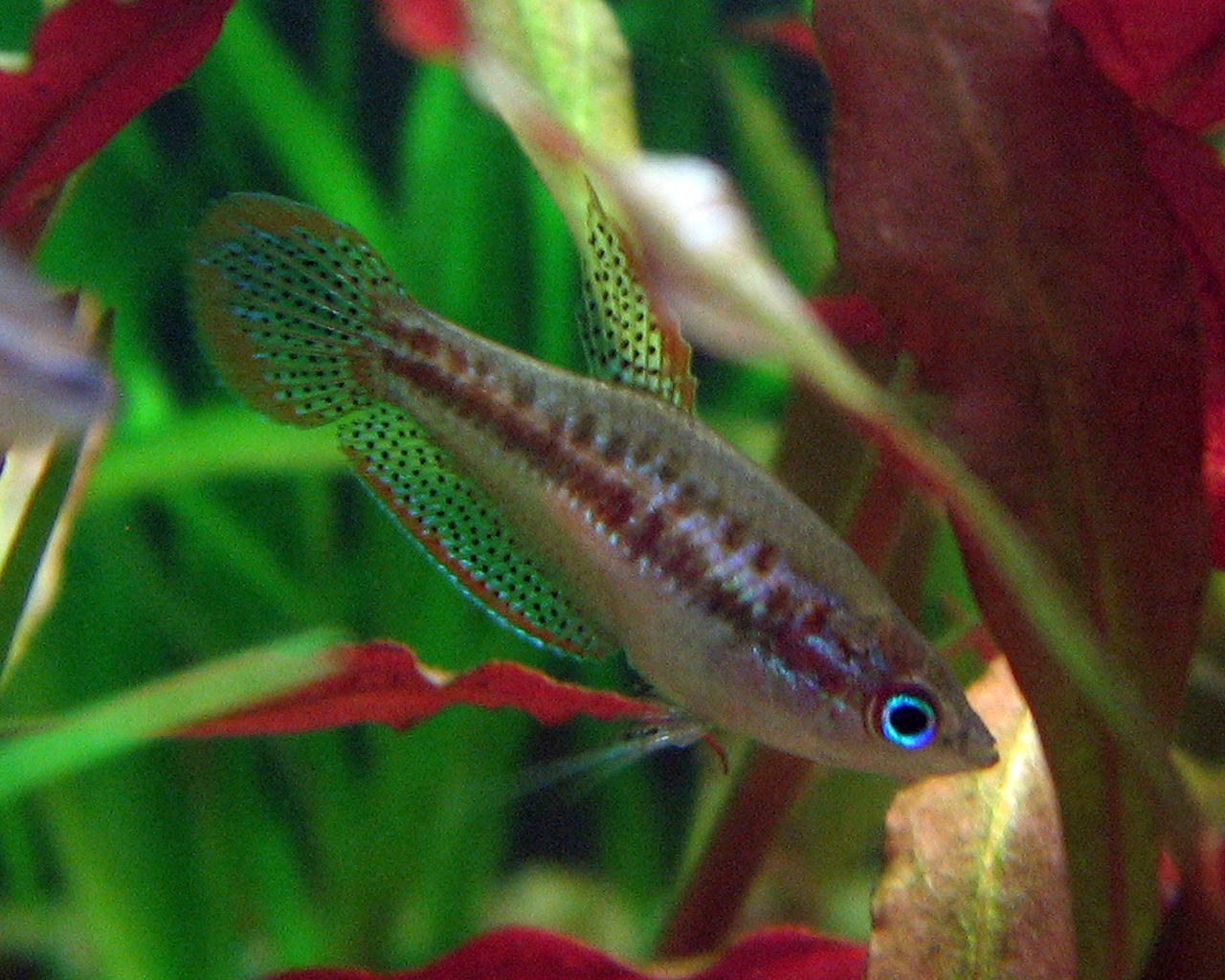
ピグミーグラミー
学名 Trichopsis pumila、英名 Pygmy gourami。全長 4 cm。タイ、ラオス、カンボジア、インドネシアの淡水に生息。水路や池などで、浮き草で覆われた淀みなどの低酸素環境に多い。動物プランクトンなどを食べる。淡褐色で側面に黒い帯、斑点がある。成熟すると全身に青系統に光る鱗が散在し、ヒレも同系色で光るようになる。繁殖期のオスはクククッという音を出して他の個体を威嚇する。泡の巣を作り繁殖を行うバブルネストビルダー。比較的きれいな水道水であれば、特別な水質の調整を行わなくても飼育できる。
クローキンググラミー
学名 Trichopsis vittata、英名 Croaking gourami。全長6-7 cm。タイ、ベトナム、マレーシア、スマトラ島、ボルネオ島、ジャワ島などに分布。尻ビレの一部が長く伸び、尾ビレの先端近くに達する。体の側面に2本またはそれ以上の縦の黒い帯がある。クローキング(鳴く)という名前からわかるように、この属のグラミーは威嚇の際に音を出すことで知られる。
スリーストライプ・クローキンググラミー
学名 Trichopsis schalleri、英名 Threestripe gourami。全長5 cm。メコン川流域に分布。湿地帯や水田などに住む。体の側面にはっきりした2本の黒い帯がある。各ヒレの縁が赤く発色し、青い点が散りばめられる。尾ビレの先が尖り、尻ビレの一部が長く伸びるが、尾ビレの半分までは届かない。

### オスフロネムス亜科

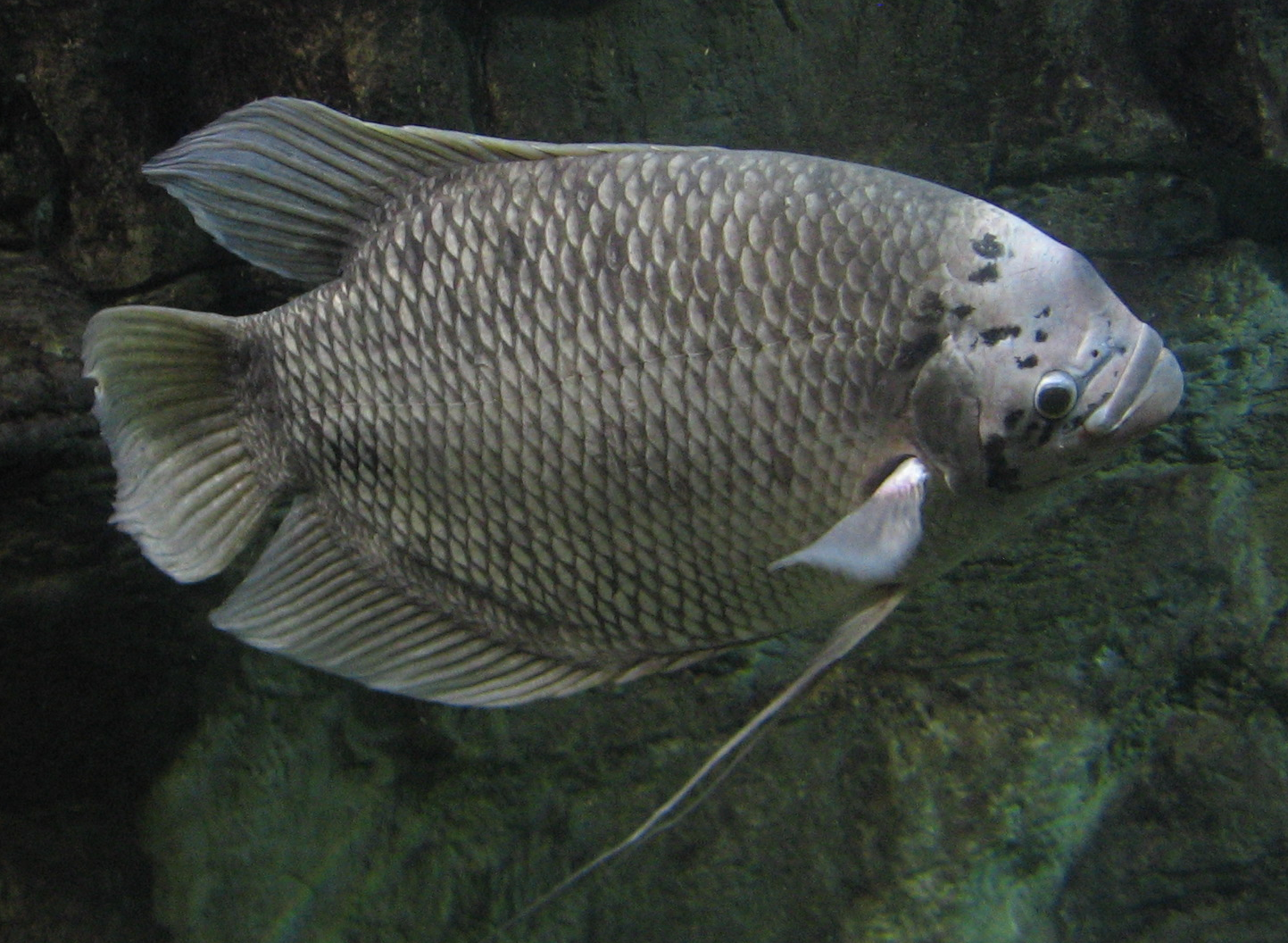
ジャイアントグラミー

### オスフロネムス亜科Osphroneminae
1属数種のみが含まれる。
ジャイアントグラミー（オスフロネムス、オスフロネムスグラミー）
学名 Osphronemus goramy、英名 Giant gourami。タイ、インドシナ、マレー半島、ジャワ島、スマトラ島、ボルネオ島の淡水や汽水に生息する。全長 80 cm以上になる大型種で、現地では食用として広く養殖されている。雑食性で水ゴケや小魚、水生昆虫、ゴカイなどの他、野菜や草などもよく食べる。小型のグラミーに似た幼魚が輸入されてくるが、成長に従って非常に重厚な体格や顔つきになる。象耳魚とも。アルビノの個体や近縁のレッドフィン・オスフロネムスグラミーなども知られる。

### ヘロストマ科Helostomatidae
（キッシングフィッシュ）
1属1種のみが含まれる。

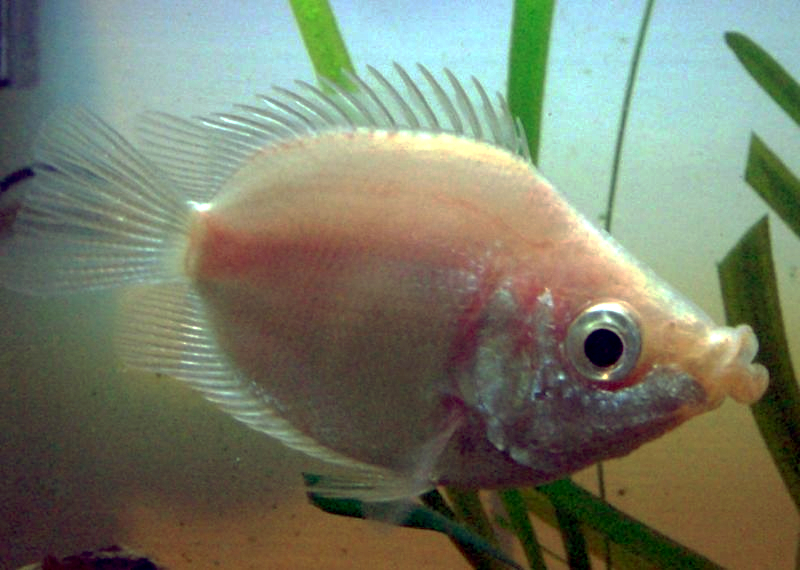
キッシンググラミー
学名 Helostoma temmincki、英名 Kissing gourami。全長 20 cmほどで、グラミーとしては大型。タイ、ボルネオ島、スマトラ島に分布。熱帯魚として親しまれているが、現地では食用にもする。発達した唇で水ゴケや動物性プランクトンなどを食べ、他の魚や水ゴケの付いた水中の岩などを口でつつくような動作をする。オス同士が出会うと口で押し合う闘争行動をおこなうが、これを傍から見るとキスをしているように見えるため、「キッシング」の名がある。飼育はやや難しい。野生の個体は緑がかった銀色をしているが、流通する養殖個体はほとんどが白変個体を固定した改良品種である。野生体色の個体はグリーン・キッシンググラミーと呼ばれる。